# Stadtarchiv Peine
Das Stadtarchiv Peine ist das Archiv der historischen Kernstadt Peine sowie der am 1. März 1974 eingemeindeten Ortsteile Berkum, Dungelbeck, Duttenstedt, Eixe, Essinghausen, Handorf (seit 1968), Landwehr, Röhrse, Rosenthal, Schmedenstedt, Schwicheldt, Stederdorf, Vöhrum, Wendesse und Woltorf.
Sitz des Hauses ist der Windmühlenwall 26 in 31224 Peine.
Neben städtischen, amtlichen sowie Schriftgut von Vereinen, Verbänden und Peiner Firmen verwahrt das Peiner Archiv Urkunden ab dem 16. Jahrhundert und verschiedene Sammlungen, insbesondere Karten und Pläne ab dem Jahr 1675, Lokalzeitungen ab 1835, diverse Flugblätter und Plakate, einige Deposita zur Regional- und Stadtgeschichte, Nachlässe sowie eine umfangreiche Sammlung von Fotografien ab etwa 1890 bis nach 2000.
Besuchern steht im Archivgebäude zudem eine rund 8000 Bände umfassende Präsenzbibliothek zur Verfügung, hauptsächlich mit Literatur zur Landes- und Regionalgeschichte. Dazu zählen rund 1200 Bände aus der Zeit vor 1900 aus der Provenienz des Peiner Amtmannes Johann Friedrich Ziegler.

## Persönlichkeiten
- 1988–2019: Michael Utecht war fast drei Jahrzehnte Archivleiter[3]
- 1999–2007: Jens Binner, wissenschaftlicher Mitarbeiter[4]
- ab 2019: Andreas Kulhawy als Leiter des Stadtarchivs[5]

## Schriften
Das Stadtarchiv Peine ist Herausgeber der seit 2005 unregelmäßig fortgesetzten Reihe Quelleneditionen aus dem Stadtarchiv:
- Bd. 1, 2005: „… bis wir den Sieg errungen haben.“ Die Dungelbecker Kriegschronik von Schulleiter Georg Bösche 1939–1945, eingeleitet und kommentiert von Jens Binner.
- Bd. 2, 2007: „Besprechungen beim Kreis-Residenz-Offizier 1947.“, eingeleitet und kommentiert von Jens Binner.
- Bd. 3, 2010: Handakte des Handorfer Bauermeisters Giesecke im 19. Jahrhundert, eingeleitet und kommentiert von Andreas Kulhawy.
- Bd. 4, 2012: „ ... schien die ganze Welt in Rauch und Pulverdampf …“ Das Kriegstagebuch 1870/71 von J. H. F. Greite aus Essinghausen, eingeleitet und kommentiert von Andreas Kulhawy.
- Bd. 5, 2014: „Peine im Ersten Weltkrieg.“ Aus den Feldpostbriefen der Familien Ziegler und Heine, eingeleitet und bearbeitet von Andreas Kulhawy.
- Bd. 6, 2019: Friedrich von Bodenstedt: "... daß ich Dir schon wieder schreibe." Briefe an seine Frau und seine Kinder, bearbeitet und mit einer biographischen Einführung versehen von Michael Utecht.

Zudem erscheinen in loser Folge seit 1999 kostenlos erhältliche „Flyer“ mit stadtgeschichtlichen Bezügen, die zudem über das Internet als PDF-Dateien heruntergeladen werden können (siehe Abschnitt Weblinks).